# Untertauern
Untertauern est une commune autrichienne du district de Sankt Johann im Pongau dans l'État de Salzbourg.

## Géographie
Le territoire communal s'étend dans les Niedere Tauern, sur la route qui monte de Radstadt et la vallée de l'Enns vers le sud jusqu'au col d'Obertauern. Cette station de sports d'hiver rejoint la communauté voisine de Tweng dans le district de Tamsweg.

## Histoire
La route sur les montagnes remonte à l'époque des Taurisques et de la province romaine de Norique. La voie romaine entre Iuvavum (Salzbourg) et le municipe de Virunum est construite sous le règne de l'empereur Septime Sévère ; probablement, il y existait une station de repos (mansio) désignée In Alpe dans la table de Peutinger, où les personnes qui parcouraient la voie se restaurèrent. 
Vers 1500, la liaison est en expansion sur l'initiative des princes-archevêques de Salzbourg. En outre, ils ont déployé d'efforts pour exploiter des ressources minières, notamment du cuivre et de l'argent. L'église paroissiale d'Untertauern a été fondée en 1743.

## Personnalités
- Lucas Suppin (1911-1998), peintre.

## Galerie

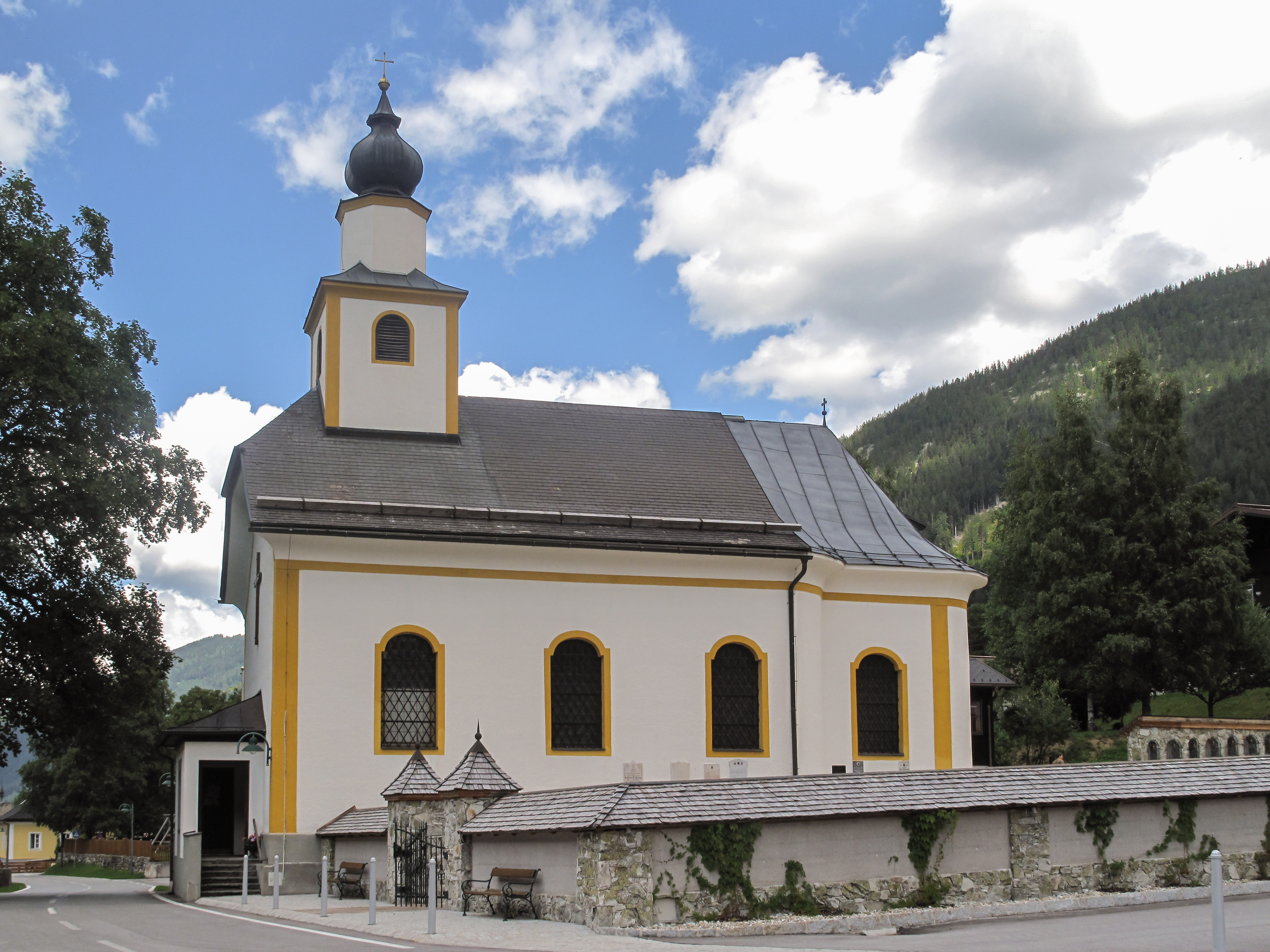
Untertauern, église
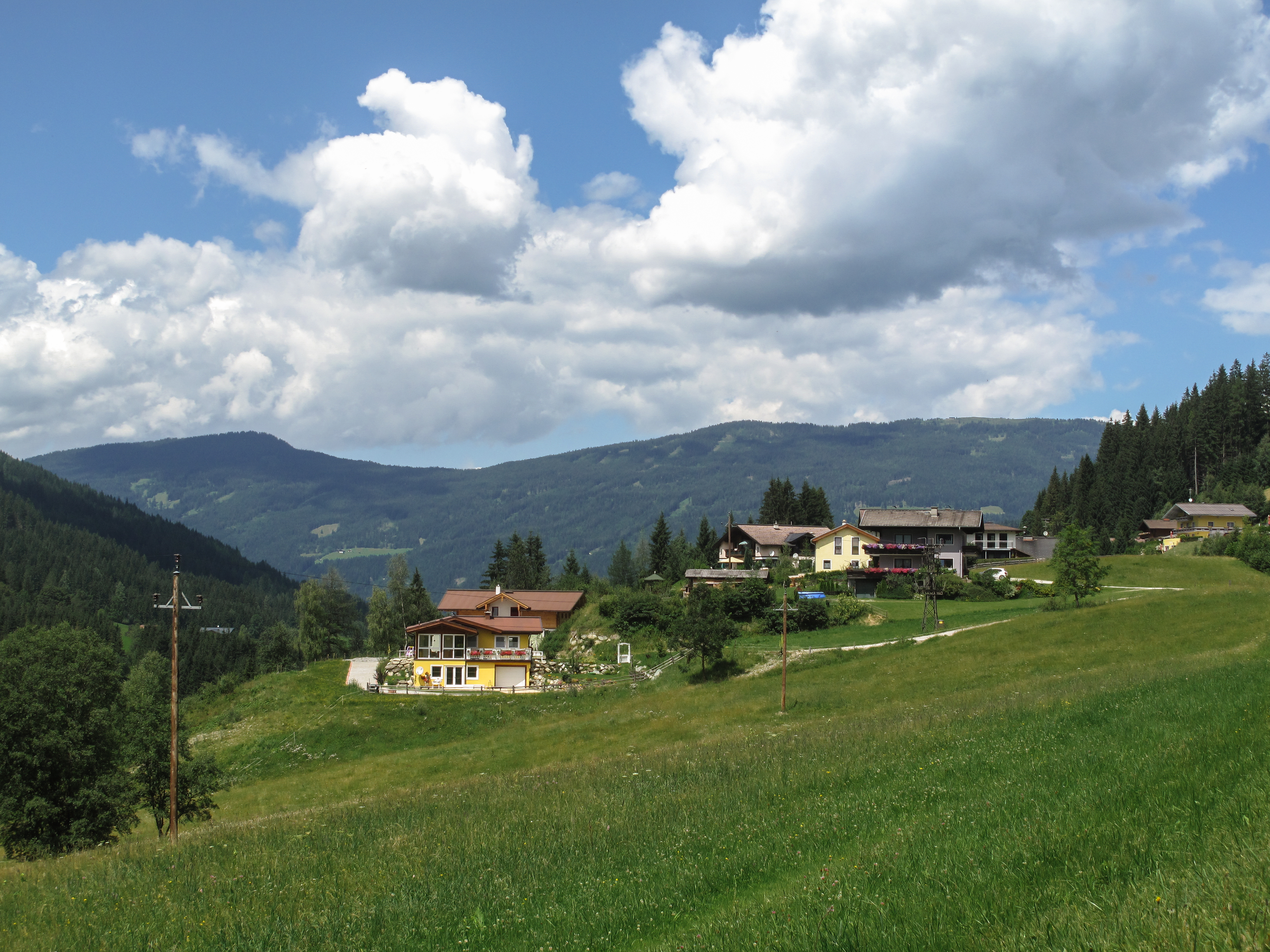
panorama entre Untertauern et Radstadt
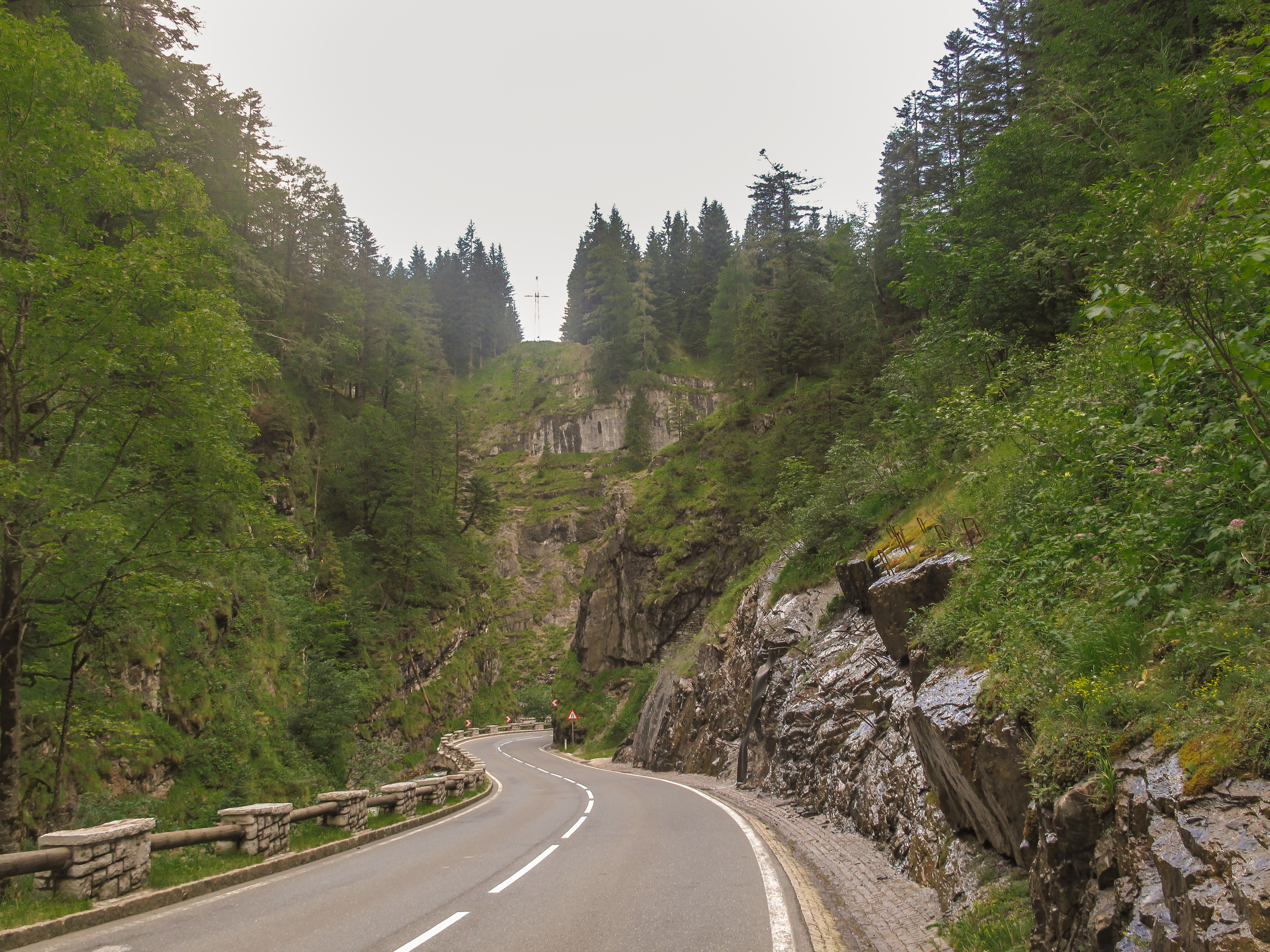
panorama entre Untertauern et Obertauern
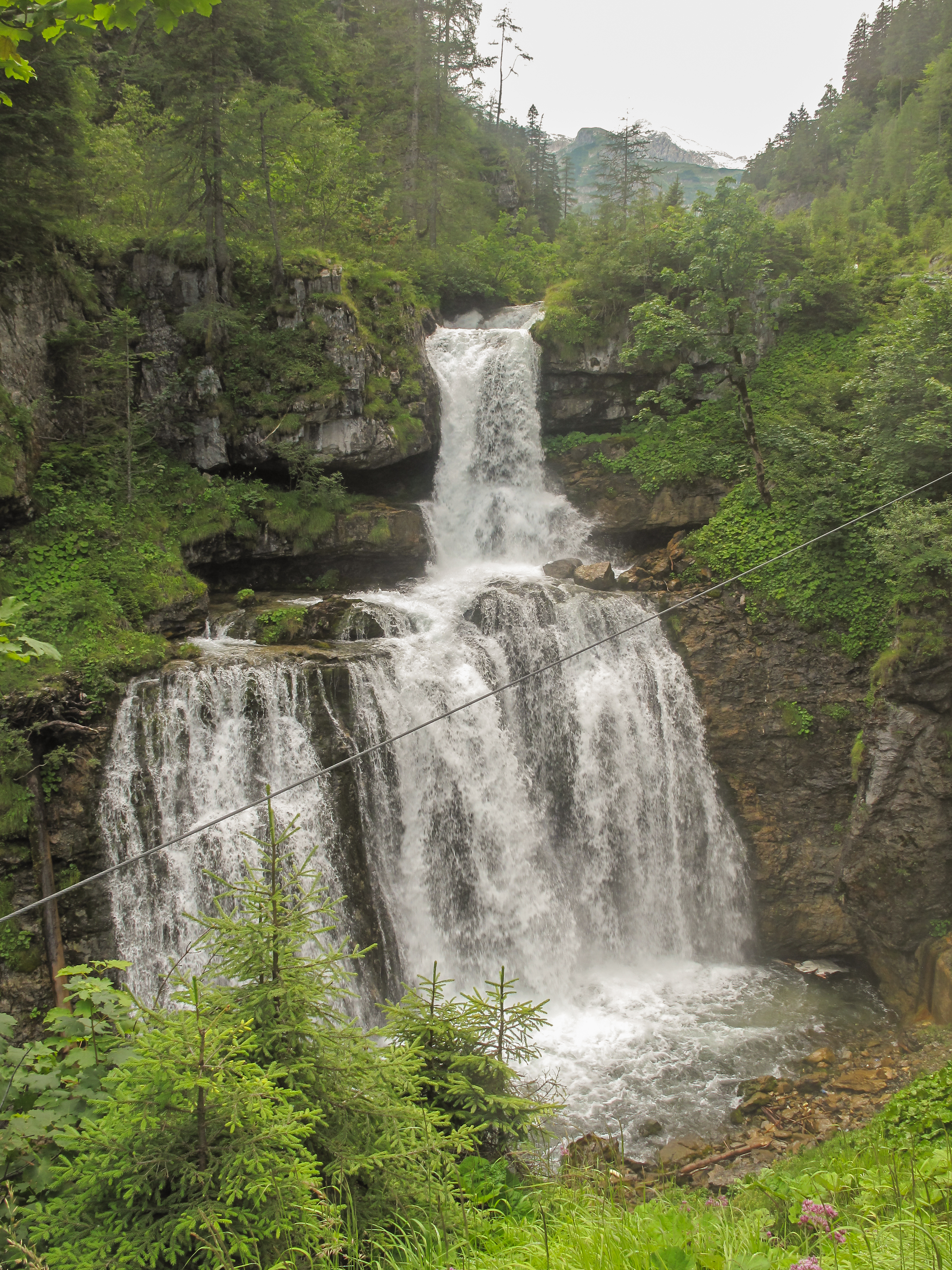
cascade entre Untertauern et Obertauern
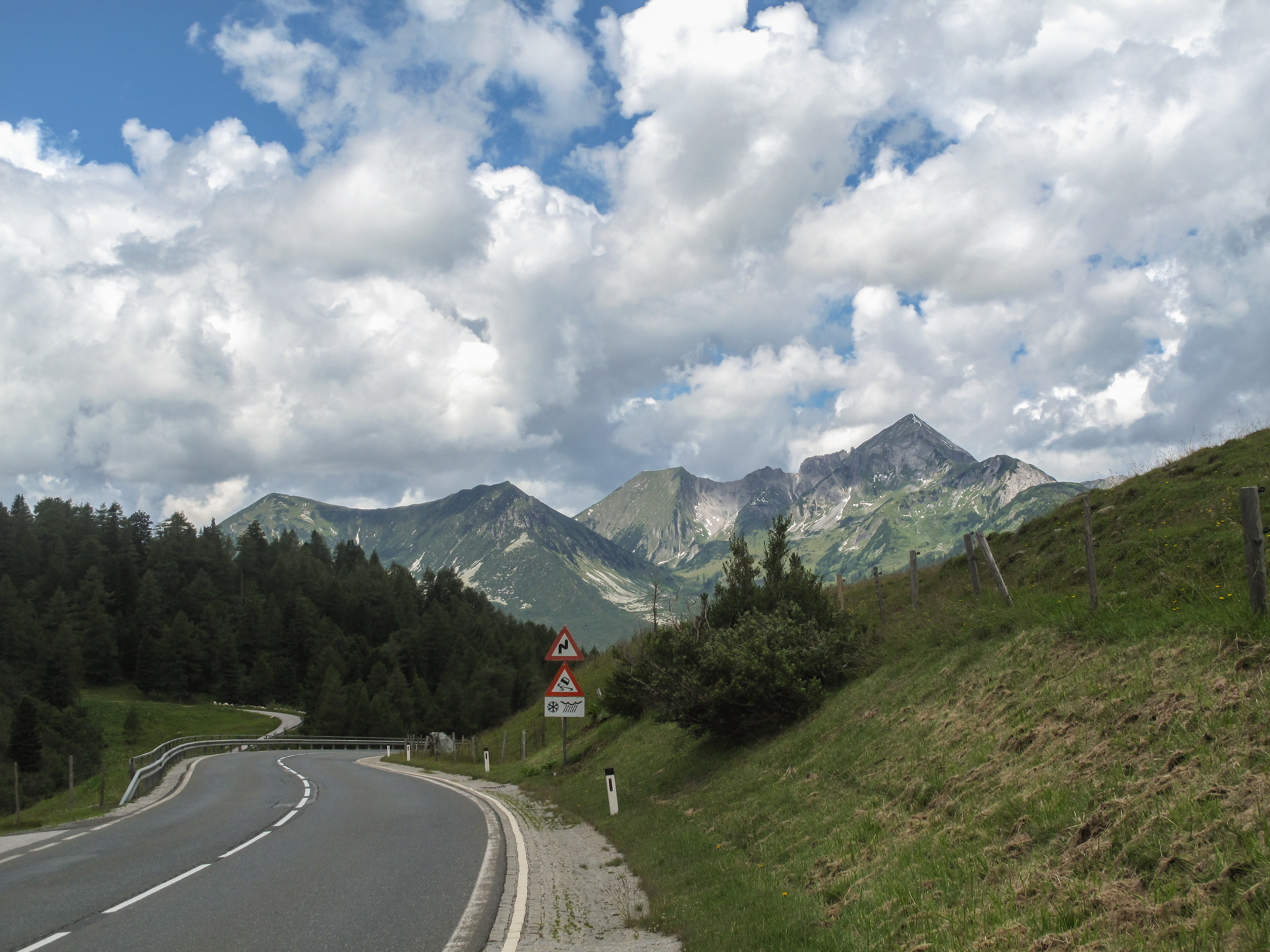
panorama entre Obertauern et Untertauern
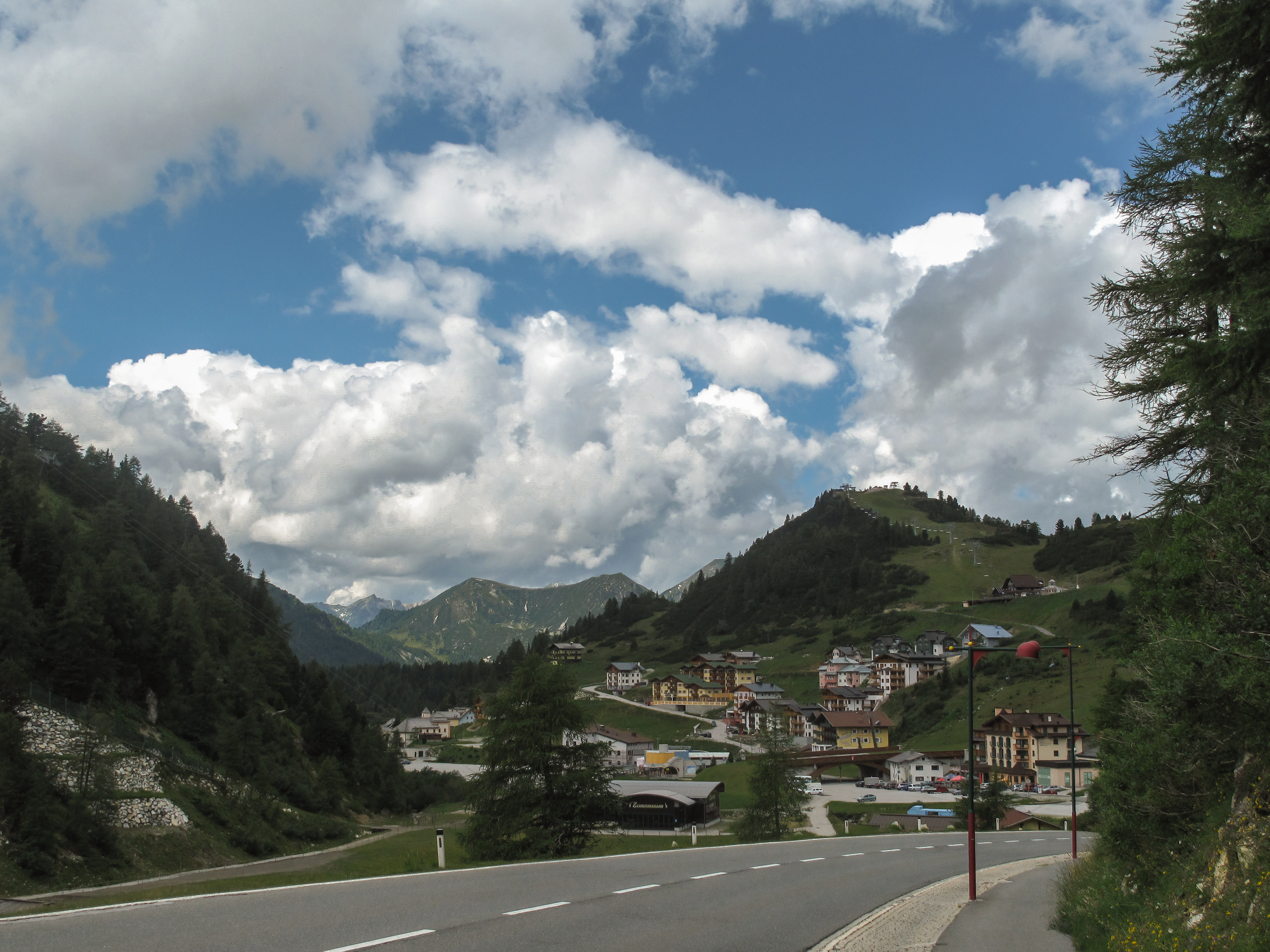
Obertauern, vue sur le village
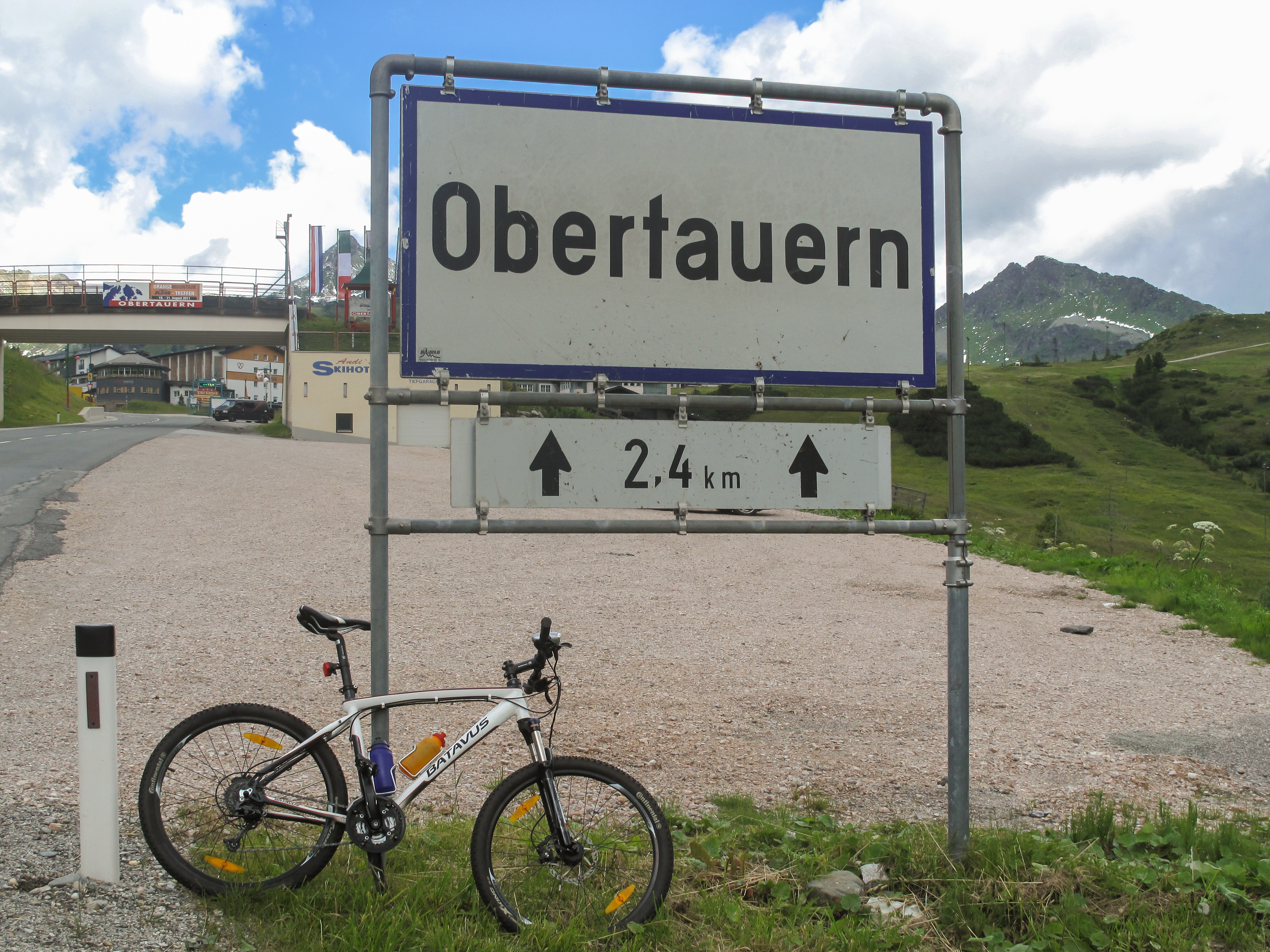
Obertauern, plaque
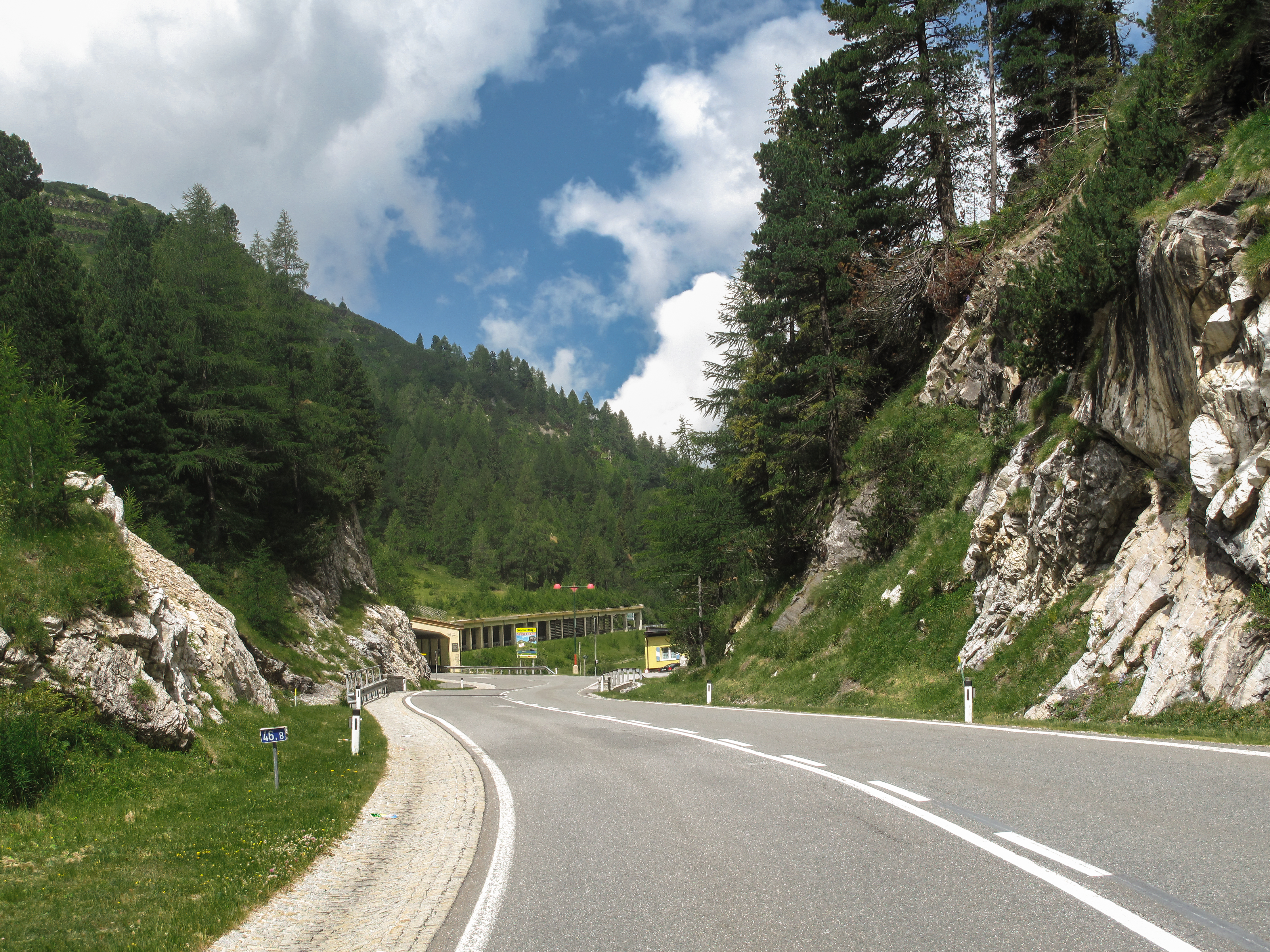
panorama entre Obertauern et Tweng

1. ↑  « Einwohnerzahl 1.1.2018 nach Gemeinden mit Status, Gebietsstand 1.1.2018 », Statistik Austria (en) (consulté le 9 mars 2019)